# Reina Claudia Spaulding
Reina Claudia Spaulding sinonimia: Spaulding Greengage es una variedad cultivar de ciruelo (Prunus domestica), de las denominadas ciruelas europeas,
una variedad de ciruela obtenida de plántula de semilla de la variedad 'Reina Claudia Verde', en el vivero "JT Lovett", Little Silver (Nueva Jersey), 1888. Las frutas tienen un tamaño de medio a grande, color de piel amarillo verdoso opaco, con rayas y toques de verde claro, y pulpa de color amarillo verdoso, con textura jugosa, fibrosa, tierna, y sabor dulce, suave, agradable muy bueno.

## Sinonimia
- "Spaulding plum",
- "Spaulding Greengage",
- "Reine Claude Spaulding".

## Historia
El área de origen de los ciruelos "Reina Claudia" sería Oriente Medio, y se obtuvo en Francia tras el descubrimiento de un ciruelo importado de Asia que producía ciruelas de color verde. Este ciruelo fue traído a la corte de Francisco I por el embajador del reino de Francia ante la "Sublime Puerta", en nombre de Solimán el Magnífico.
El nombre de Reina Claudia es en honor de Claudia de Francia (1499–1524), duquesa de Bretaña, futura reina consorte de Francisco I de Francia (1494–1547). En Francia le decían la bonne reine.
La variedad 'Reina Claudia Spaulding' fue obtenida de plántula de hueso, fue puesto en conocimiento de los fruticultores por el viverista JT Lovett, Little Silver, Nueva Jersey, quien introdujo la variedad en 1888. La ciruela llegó al Sr. Lovett de Francis Garriel con la declaración de que se originó como una plántula en el jardín del padre del Sr. Garriel en Bowery (Nueva York). Por el parecido de "Spaulding" con el Imperial Gage, es probable que estén estrechamente relacionados. En 1899, la variedad se colocó en la lista del catálogo de frutas de la "American Pomological Society" como una variedad exitosa en la parte noreste de los Estados Unidos y las partes vecinas de Canadá.
Ha sido descrita por : 1. Lovett Cat. 41, Col. Pl. 1888. 2. Cornell Sta. Bul. 131:192. 1897. 3.  Mich. Sta. Bul. 169:243, 248. 1899. 4. Am. Pom. Soc. Cat. 39. 1899. 5. Kan. Sta. Bul. 101:121, 122, Pl. V. 1901. 6. Waugh Plum Cult. 122. 1901. 7. Ohio Sta. Bul. 162:239. 1905.

## Características
'Reina Claudia Spaulding' árbol grande, vigoroso, erguido, de copa densa, resistente, productivo. Las flores deben aclararse para que los frutos alcancen un calibre más grueso. Tiene un tiempo de floración que comienza a partir del 16 de abril con el 10% de floración, para el 20 de abril tiene una floración completa (80%), y para el 29 de abril tiene un 90% de caída de pétalos.
'Reina Claudia Spaulding' tiene una talla de tamaño mediano a grande, de forma redondeada o elíptico redondeada, comprimida, mitades iguales, cavidad pequeña, poco profunda, abrupta, con la sutura poco profunda, a menudo una línea; epidermis tiene una piel delgada, tierna, que se separa fácilmente, con pruina blanquecina abundante, sobre todo en zona ventral, distribuida irregularmente, no se aprecia pubescencia, presentando la piel color amarillo verdoso opaco, con rayas y toques de verde claro; Pedúnculo corto, grueso o semi grueso, muy pubescente, ubicado en una cavidad del pedúnculo con anchura y profundidad medias, rebajada en la sutura de forma variable;pulpa de color amarillo verdoso, con textura jugosa, fibrosa, tierna, y sabor dulce, suave, agradable muy bueno.
Hueso semi-libre o libre, ovada, erecta, levemente picada, roma en la base, casi aguda en el ápice, con la sutura ventral bastante ancha, ligeramente surcada, con un ala distinta pero corta, y la sutura dorsal ancha y profundamente acanalada.
Su tiempo de recogida de cosecha se inicia en su maduración en la primera decena de agosto. Fruta a mitad de temporada, período de maduración largo.

## Usos
La ciruela 'Reina Claudia Spaulding' se comen crudas de fruta fresca en mesa, y en macedonias de frutas.